# Ichthyotettix mexicanus
Ichthyotettix mexicanus är en insektsart som först beskrevs av Henri Saussure 1859.  Ichthyotettix mexicanus ingår i släktet Ichthyotettix och familjen Pyrgomorphidae. Inga underarter finns listade i Catalogue of Life.